# Aloe defalcata
Aloe defalcata é uma espécie de liliopsida do gênero Aloe, pertencente à família Asphodelaceae.